# Ranunculus koeiei
Ranunculus koeiei är en ranunkelväxtart som beskrevs av Karl Heinz Rechinger. Ranunculus koeiei ingår i släktet ranunkler, och familjen ranunkelväxter. Inga underarter finns listade i Catalogue of Life.